# Radeljevići (Kiseljak, BiH)
Radeljevići su naseljeno mjesto u općini Kiseljak, Federacija Bosne i Hercegovine, BiH.

## Stanovništvo

### 1991.
Nacionalni sastav stanovništva 1991. godine, bio je sljedeći:
ukupno: 93
- Muslimani - 90
- Hrvati - 3

### 2013.
Nacionalni sastav stanovništva 2013. godine, bio je sljedeći:
ukupno: 137
- Bošnjaci - 135
- Hrvati - 2